# Koordynacja ruchowa
Koordynacja ruchowa – według Denisiuka i Milicerowej (1960), zdolność do scalania ruchów różnych rodzajów w całość, jak również zdolność do szybkiego przestawiania się z jednych aktów ruchowych na inne. Zagadnienie obejmuje całokształt różnorodnych zdolności koordynacyjnych.
Pojęcie to posiada wiele zróżnicowanych definicji. Jedną z pierwszych, w miarę precyzyjnych, sformułował N.A. Bernstein w 1947, pisząc o pokonywaniu nadmiernej liczby stopni swobody poruszającego się organizmu i przekształcaniu go w system sterowalny. Ważny (1981) i Raczek (1992) określili koordynację ruchową jako umiejętność dokładnego wykonywania złożonych aktów ruchowych, jak również dostosowania różnorakich elementów ruchowych, celem wykonania jakiegoś zadania ruchowego. Starosta (2003, 2006), unowocześnił pojmowanie pojęcia mówiąc o zdolności do wykonywania złożonych ruchów dokładnie, szybko i w zmiennych warunkach, a więc o zharmonizowaniu ruchów poszczególnych części ciała w czasie i przestrzeni.